# Allobates gasconi
Allobates gasconi é uma espécie de anfíbio da família Aromobatidae. Endêmica do Brasil, pode ser encontrada na região do rio Juruá nos estados do Acre e Amazonas.